# برگ‌ماهی آمازون
برگ‌ماهی آمازون (نام علمی: Monocirrhus polyacanthus) نام یک گونه از تیره برگ‌ماهیان است.